# 森本甚兵衛 (1864年生の実業家)
森本 甚兵衛（もりもと じんべい、1864年2月29日〈元治元年1月22日〉 - 没年不明）は、日本の実業家、名望家。西宮酒造社長。西宮銀行常務取締役。西宮開運監査役。族籍は兵庫県平民。

## 人物
兵庫県人・森本甚兵衛の長男。1883年、家督を相続した。住所は兵庫県武庫郡西宮浜久保町。

## 家族・親族
森本家
- 父・甚兵衛
- 養子・甚之助（1866年 - ?、兵庫、大村太右衛門の弟、分家）[2]
- 女・芳江（1890年 - ?、12代森本甚兵衛の妻）
- 長男・甚兵衛（1887年 - ?、旧名・泰三、1911年に家督を相続、西宮酒造取締役）[4]
  - 同妻（兵庫、濱市郎介の長女）[4]
- 四男・秀二（1896年 - ?）[2]
- 庶子男・春吉（1910年 - ?、生母、吉村コタマ）[2]